# Liste der Biografien/Hy
Liste der Biografien |
Portal Biografien |
Personensuche
# |
A |
B |
C |
D |
E |
F |
G |
H |
I |
J |
K |
L |
M |
N |
O |
P |
Q |
R |
S |
T |
U |
V |
W |
X |
Y |
Z |
?
 
Ha |
Hd |
He |
Hi |
Hj |
Hk |
Hl |
Hm |
Hn |
Ho |
Hr |
Hs |
Ht |
Hu |
Hv |
Hw |
Hy
Die Liste der Biografien führt alle Personen auf, die in der deutschsprachigen Wikipedia einen Artikel haben. Dieses ist eine Teilliste mit 393 Einträgen von Personen, deren Namen mit den Buchstaben „Hy“ beginnt.

## Hy
- Hy, Karl Otto (1904–1992), deutscher Architekt, Maler, Werbegrafiker und Zeichner
- Hy-Boulais, Patricia (* 1965), kanadische Tennisspielerin

### Hya
- Hyacinthe (1814–1887), französischer Schauspieler
- Hyacinthe, Kimberly (* 1989), kanadische Sprinterin
- Hyakutake, Kaneyuki (1842–1884), japanischer Maler
- Hyakutake, Seikichi (1888–1947), japanischer General
- Hyakutake, Yoshinari (* 1977), japanischer Fußballspieler
- Hyakutake, Yūji (1950–2002), japanischer Amateurastronom
- Hyalinus, Johannes, deutscher evangelischer Prediger in Schlesien und Polnisch-Preußen
- Hyam, Dominic (* 1995), schottisch-englischer Fußballspieler
- Hyams, Helge-Ulrike (* 1942), deutsche Pädagogin
- Hyams, Henry M. (1806–1875), US-amerikanischer Politiker
- Hyams, Joe (1923–2008), US-amerikanischer Journalist und Schriftsteller
- Hyams, John (* 1969), US-amerikanischer Filmregisseur und Filmeditor
- Hyams, Leila (1905–1977), US-amerikanische FilmschauspielerinLeila Hyams (1905–1977)

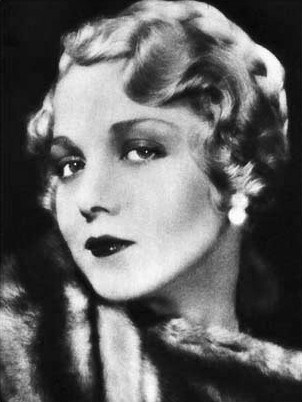
Leila Hyams (1905–1977)

- Hyams, Marjorie (1920–2012), US-amerikanische Jazzmusikerin
- Hyams, Peter (* 1943), US-amerikanischer Filmregisseur
- Hyamson, Albert Montefiore (1875–1954), britischer Beamter und Zionist
- Hyan, Hans (1868–1944), deutscher Kabarettist, Gerichtsreporter und Schriftsteller
- Hyan, Jacques D. (1937–2008), deutscher Maler und Zeichner
- Hyan, Käthe (1875–1958), deutsche Liedkomponistin und Sängerin
- Hyangho, Jamil (* 2003), deutscher Basketballspieler
- Hyatt, Alpheus (1838–1902), US-amerikanischer Zoologe und Paläontologe
- Hyatt, Bec (* 1989), australische Mixed-Martial-Arts-Kämpferin
- Hyatt, Christopher S. (1943–2008), US-amerikanischer Psychologe, Okkultist und Autor
- Hyatt, Dane (* 1984), jamaikanischer Sprinter
- Hyatt, Dave (* 1972), US-amerikanischer Softwareentwickler
- Hyatt, Jalin (* 2001), US-amerikanischer American-Football-Spieler
- Hyatt, James W. (1837–1893), US-amerikanischer Bankier, Geschäftsmann und Regierungsbeamter
- Hyatt, John Wesley (1837–1920), US-amerikanischer Chemiker und Erfinder
- Hyatt, Robert (* 1948), amerikanischer Informatiker und Computerschachprogrammierer
- Hyatt, Thaddeus (1816–1901), US-amerikanischer Rechtsanwalt und Erfinder
- Hyazinth von Caesarea (96–108), Märtyrer der katholischen und orthodoxen Kirche
- Hyazinth von Polen (1183–1257), Dominikaner und Heiliger

### Hyb
- Hyballa, Peter (* 1975), deutscher FußballtrainerPeter Hyballa (* 1975)

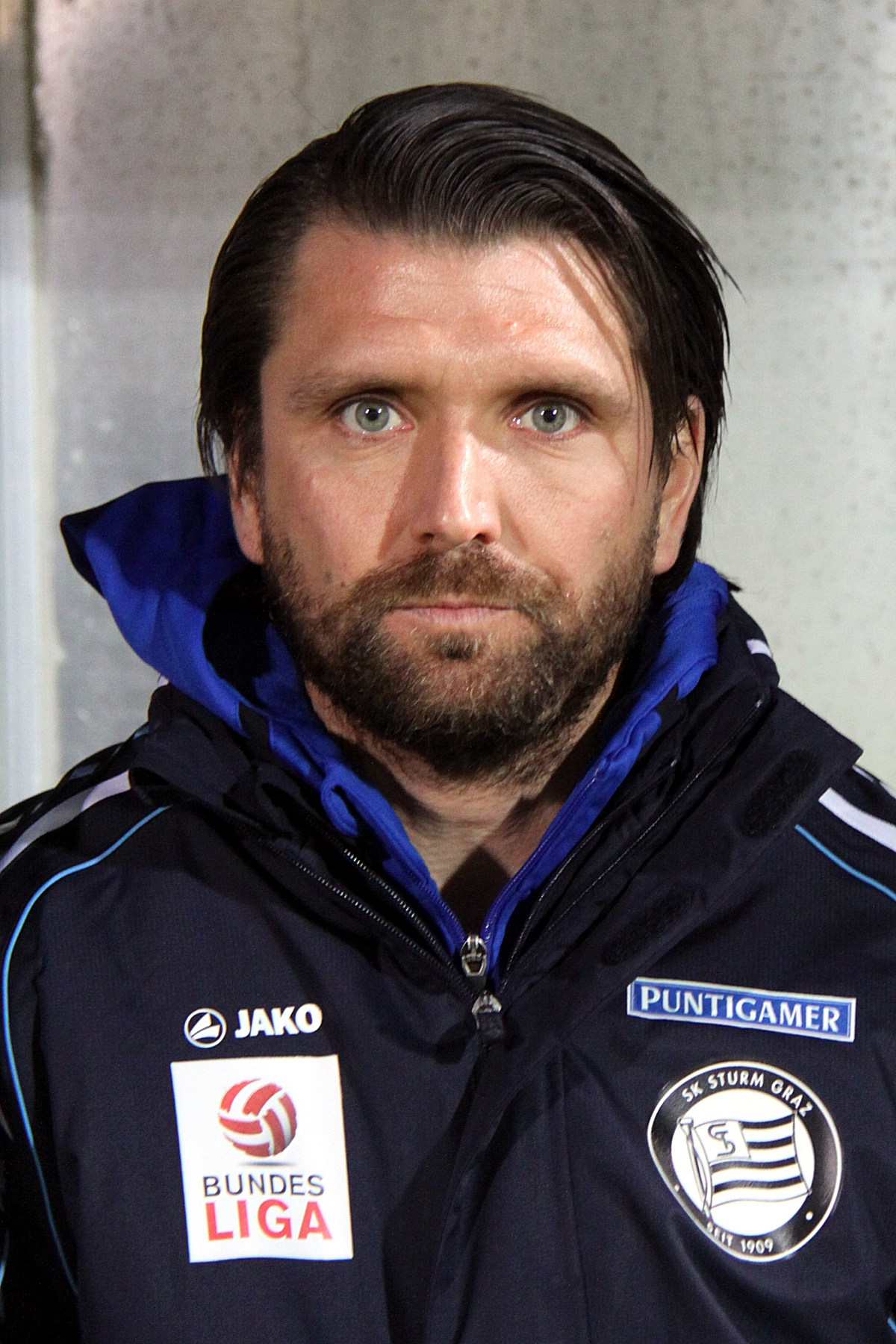
Peter Hyballa (* 1975)

- Hybels, Bill (* 1951), US-amerikanischer evangelikaler Pastor und Leiter von Willow Creek
- Hybeš, Josef (1850–1921), tschechischer Arbeiterführer, Politiker und Journalist
- Hýbl, František (1941–2024), tschechischer Historiker
- Hybler, Roman (* 1977), tschechischer Poolbillardspieler
- Hybner, Boris (1941–2016), tschechischer Pantomime, Schauspieler, Dramaturg, Regisseur, Bühnenautor und Pädagoge
- Hybnerová, Vanda (* 1968), tschechische Schauspielerin

### Hyc
- Hyckel, Georg (1880–1975), deutscher Lehrer, Heimatkundler, Sachbuchautor und Publizist

### Hyd
- Hydara, Aminata Sifai, gambische Verwaltungsbeamtin
- Hydara, Deyda (1946–2004), gambischer Journalist
- Hydara, Lamin, gambischer Politiker
- Hydara, Momodou (1938–2009), gambischer ehemaliger Generaldirektor der National Intelligence Agency (NIA)
- Hydara, Sadibou (1964–1995), gambischer Politiker und Minister
- Hydara, Sheriff Misba, gambischer Politiker
- Hydari, Muhammad Saleh Akbar (1894–1948), indischer Angehöriger des kolonialen Verwaltungsdienstes
- Hydarnes, Angehöriger des Adels in Persien, Verschworener gegen Gaumata
- Hydarnes, persischer Feldherr, Befehlshaber der Unsterblichen
- Hydatius von Aquae Flaviae, spätantiker Bischof und Historiker
- Hydatius von Emerita, spätantiker hispanischer Bischof
- Hyde (* 1969), japanischer Sänger und Schauspieler
- Hyde, Alex (1898–1956), deutschstämmiger US-amerikanischer Musiker, Violinist, Bandleader
- Hyde, Aljoscha (* 1992), deutscher Fußballspieler
- Hyde, Allan (* 1989), dänischer Schauspieler
- Hyde, Anne (1637–1671), englische Adlige, erste Gattin des späteren Königs Jakob II.Anne Hyde (1637–1671)

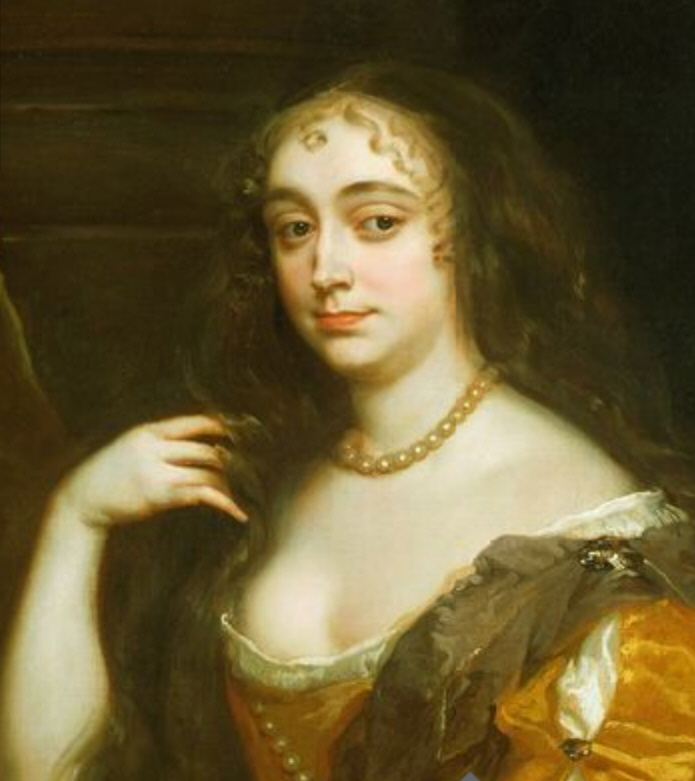
Anne Hyde (1637–1671)

- Hyde, Arthur M. (1877–1947), US-amerikanischer Politiker (Republikanische Partei)
- Hyde, Carlos (* 1990), US-amerikanischer American-Football-Spieler
- Hyde, Catherine Ryan (* 1955), US-amerikanische Romanautorin und Verfasserin von Kurzgeschichten
- Hyde, Devon (* 1967), belizischer Dreispringer
- Hyde, DeWitt (1909–1986), US-amerikanischer Politiker
- Hyde, Dick (1936–2019), amerikanischer Jazz- und Studiomusiker (Posaune, weitere Instrumente)
- Hyde, Douglas (1860–1949), irischer Schriftsteller und StaatspräsidentDouglas Hyde (1860–1949)

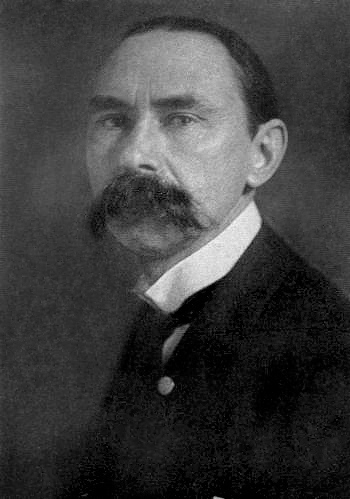
Douglas Hyde (1860–1949)

- Hyde, Edward (1667–1712), britischer Kolonialgouverneur der Province of North Carolina
- Hyde, Edward, 1. Earl of Clarendon (1609–1674), englischer Staatsmann und Historiker
- Hyde, Edward, 3. Earl of Clarendon (1661–1723), Gouverneur von New York und New Jersey
- Hyde, Edward, Viscount Cornbury (1691–1713), britischer Peer und Politiker
- Hyde, Ephraim H. (1812–1896), US-amerikanischer Politiker
- Hyde, Felix (* 1976), ghanaischer Kugelstoßer
- Hyde, Graham (* 1970), englischer Fußballspieler und -trainer
- Hyde, Henry (1924–2007), US-amerikanischer Politiker
- Hyde, Ida Henrietta (1857–1945), US-amerikanische Physiologin
- Hyde, Ira B. (1838–1926), US-amerikanischer Politiker
- Hyde, Jaheel (* 1997), jamaikanischer Hürdenläufer
- Hyde, James Hazen (1876–1959), US-amerikanischer Erbe
- Hyde, Jonathan (* 1948), britischer SchauspielerJonathan Hyde (* 1948)

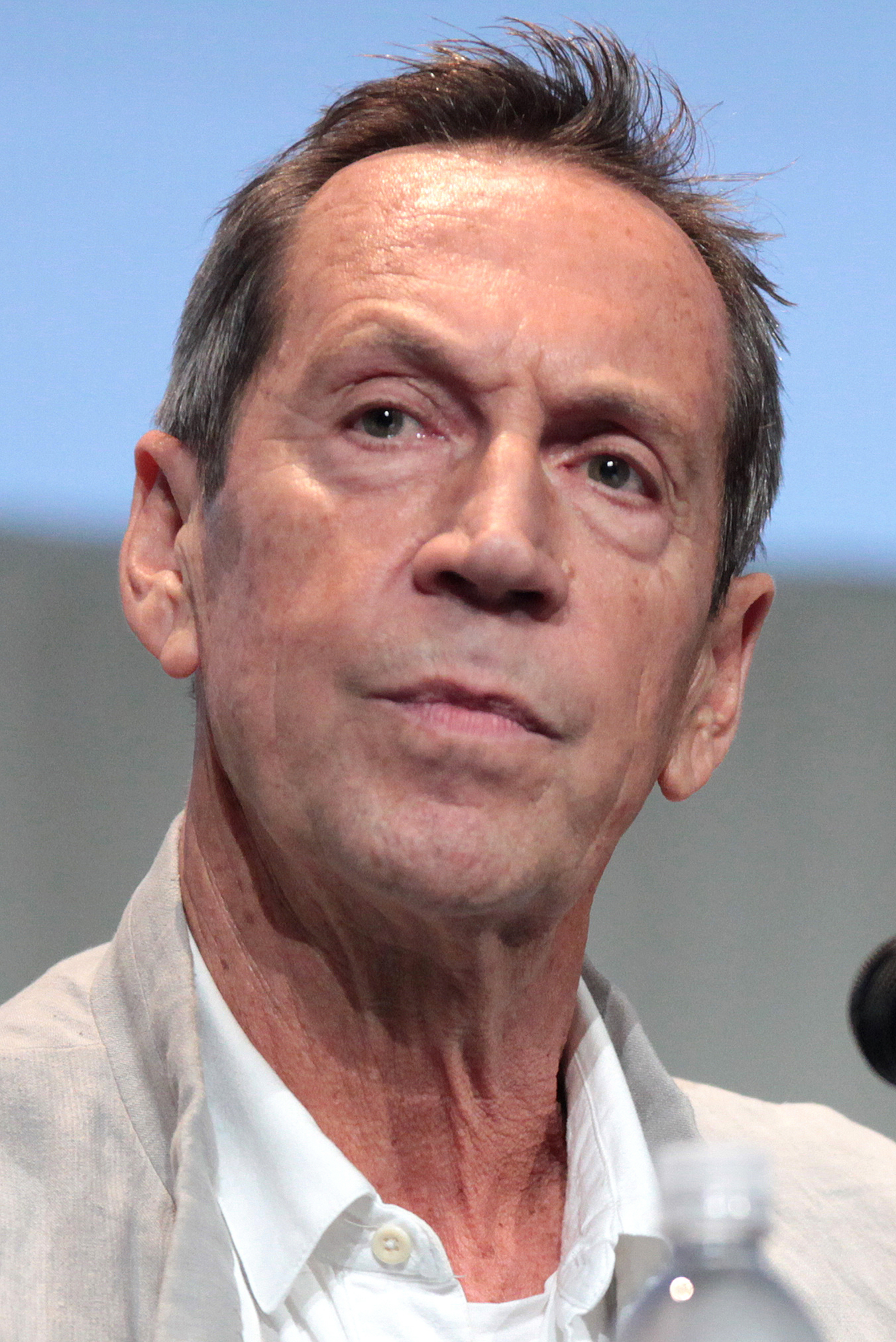
Jonathan Hyde (* 1948)

- Hyde, Ken (1915–2010), englischer Tischtennisspieler
- Hyde, Kevin David (* 1955), britischer Mykologe
- Hyde, Lewis (* 1945), US-amerikanischer Schriftsteller
- Hyde, Margaret, US-amerikanische Fotografin und Buchautorin
- Hyde, Maria Jane (* 1969), britische Sängerin und Musicaldarstellerin
- Hyde, Marie Agnes H. (1882–1978), US-amerikanische Malerin
- Hyde, Matt, britischer Musikproduzent
- Hyde, Matt (* 1964), US-amerikanischer Musikproduzent und Toningenieur
- Hyde, Micah (* 1990), US-amerikanischer American-Football-Spieler
- Hyde, Miriam (1913–2005), australische Komponistin, Pianistin, Musikpädagogin und Autorin
- Hyde, Noel (1910–1987), britischer Offizier der Luftstreitkräfte des Vereinigten Königreichs
- Hyde, Robin (1906–1939), neuseeländische Dichterin, Romanautorin und Journalistin
- Hyde, Sam (* 1985), US-amerikanischer Comedian
- Hyde, Samuel C. (1842–1922), US-amerikanischer Politiker
- Hyde, Sophie (* 1977), australische Filmregisseurin und -produzentin und DrehbuchautorinSophie Hyde (* 1977)

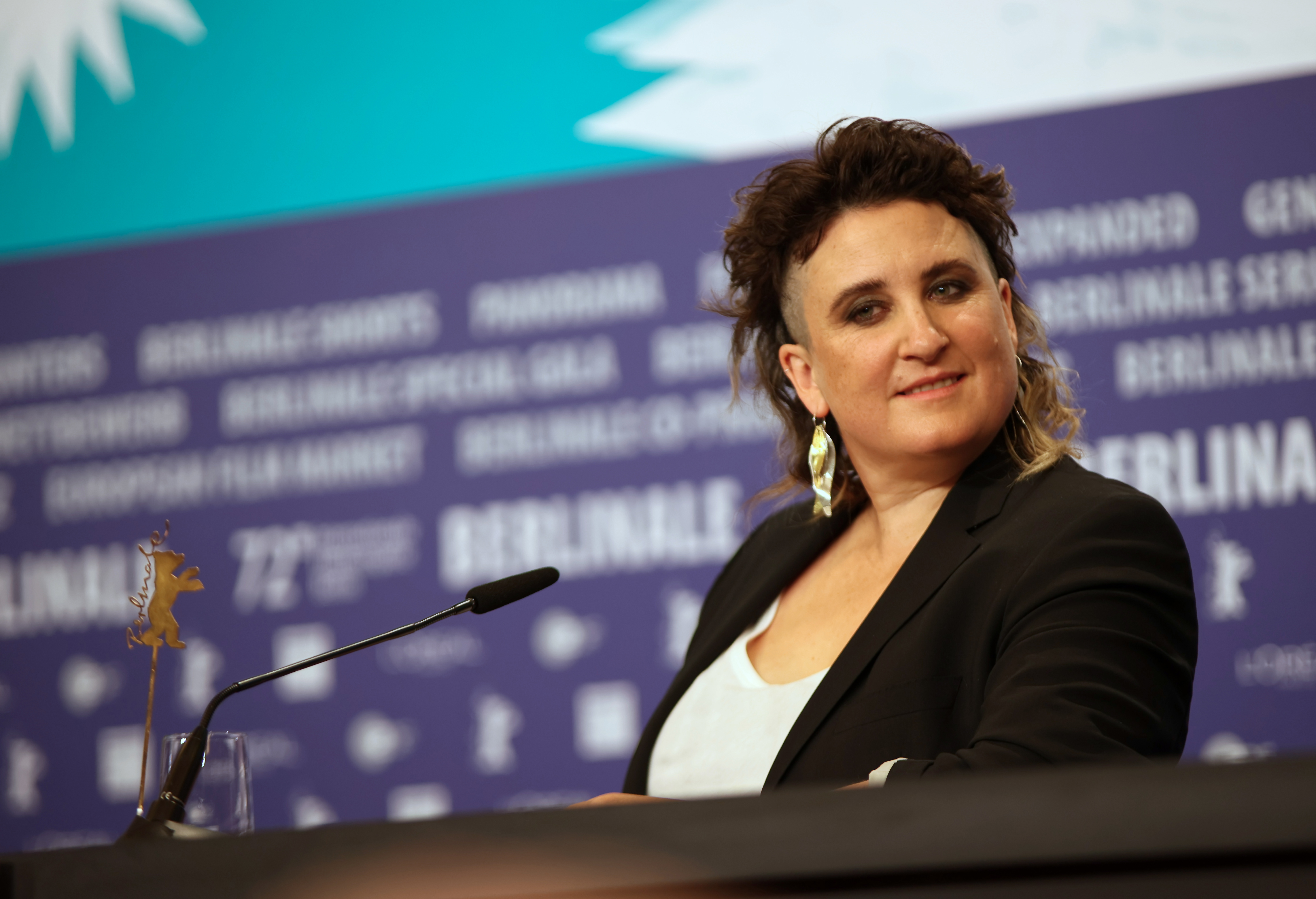
Sophie Hyde (* 1977)

- Hyde, Stephen (* 1987), US-amerikanischer Radrennfahrer
- Hyde, Thomas (1636–1703), englischer Orientalist und Sprachwissenschaftler
- Hyde, Walter (1875–1951), britischer Opernsänger (Tenor) und Musikpädagoge
- Hyde, Walter Woodburn (1870–1966), US-amerikanischer Althistoriker
- Hyde-Smith, Cindy (* 1959), amerikanische Politikerin der Republikanischen Partei
- Hyde-White, Alex (* 1959), britischer Schauspieler
- Hyde-White, Wilfrid (1903–1991), britischer Schauspieler
- Hyden, John (* 1972), US-amerikanischer Volleyball- und Beachvolleyballspieler
- Hyder, Jamie Gray (* 1985), US-amerikanische Schauspielerin und Model
- Hyder, Ken (* 1946), britischer Jazzmusiker
- Hyder, Qurratulain (1927–2007), indische Schriftstellerin
- Hyder, Sajjad (* 1920), pakistanischer Diplomat
- Hydman-Vallien, Ulrica (1938–2018), schwedische Künstlerin
- Hydrick, Bob D., US-amerikanischer Politiker (Republikanische Partei)
- Hydyrow, Döwlet (* 1994), turkmenischer Eishockeyspieler

### Hye
- Hye, Anton (1761–1831), römisch-katholischer Geistlicher, Pädagoge und Autor
- Hye, Franz-Heinz (1937–2016), österreichischer Historiker und Archivar
- Hyecho (704–787), koreanischer, reisender buddhistischer Mönch
- Hyejong (912–945), 2. König des Goryeo-Reiches und der Goryeo-Dynastie
- Hyeokgeose (69 v. Chr.–4), Begründer der Silla-Dynastie
- Hyeon, Taeghwan (* 1964), südkoreanischer Chemiker
- Hyeonjong (992–1031), 8. König des Goryeo-Reiches und der Goryeo-Dynastie
- Hyeonjong (1641–1674), 18. König der Joseon-Dynastie in Korea
- Hyeonjun, Jo (* 1994), südkoreanischer Pianist und Organist
- Hyer, Martha (1924–2014), US-amerikanische Filmschauspielerin
- Hyer, Tom (1819–1864), US-amerikanischer Boxer in der Bare-knuckle-Ära
- Hyeri (* 1994), südkoreanische Sängerin und SchauspielerinHyeri (* 1994)

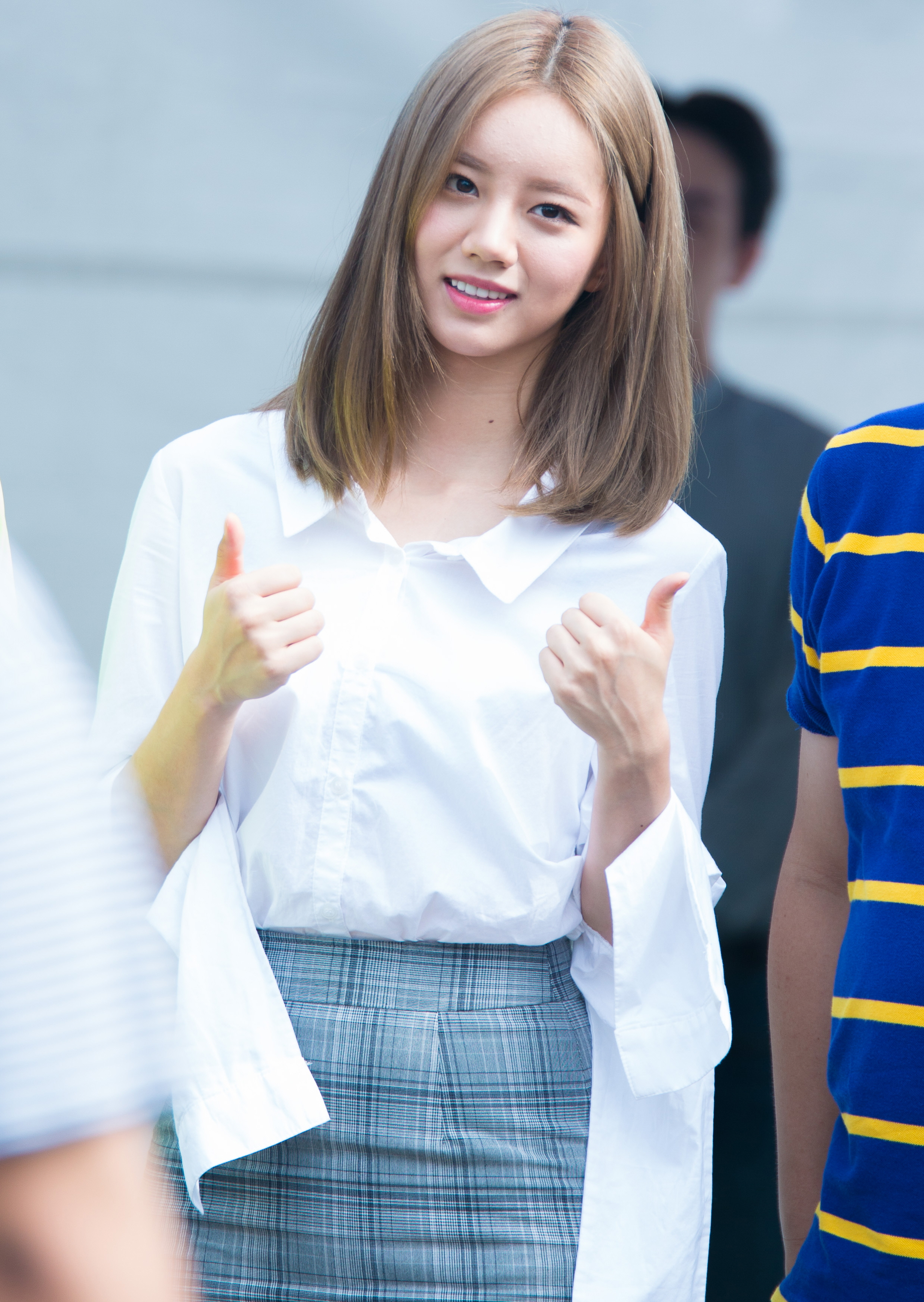
Hyeri (* 1994)

- Hyett, P. J. (* 1983), US-amerikanischer Unternehmer und Autorennfahrer

### Hyg
- Hygiainon, antiker griechischer Maler
- Hyginus, Bischof von Rom
- Hyginus Gromaticus, lateinischer Fachschriftsteller
- Hyginus, Gaius Iulius, lateinischer Gelehrter und Autor
- Hygum, Ove (* 1956), dänischer Politiker (Socialdemokraterne), Arbeitsminister

### Hyi
- Hying, Donald (* 1963), US-amerikanischer Geistlicher und römisch-katholischer Bischof von Madison
- Hyink, Rachel (* 1998), kanadische Stabhochspringerin

### Hyk
- Hyka, Jahmir (* 1988), albanischer Fußballspieler
- Hyka, Tomáš junior (* 1993), tschechischer Eishockeyspieler
- Hykade, Andreas (* 1968), deutscher Trickfilmregisseur
- Hykel, Tomáš (* 1996), tschechischer Fußballspieler
- Hykisch, Anton (1932–2024), slowakischer Schriftsteller und Politiker, Mitglied des Nationalrats
- Hykkerud, Joakim (* 1986), norwegischer Handballspieler
- Hykš, Bohuslav (* 1889), böhmisch-tschechoslowakischer Tennisspieler

### Hyl
- Hyła, Adolf (1897–1965), polnischer Maler
- Hyla, Lee (1952–2014), US-amerikanischer Komponist, Musikpädagoge und Pianist
- Hylan, John Francis (1868–1936), US-amerikanischer Politiker
- Hyland, Adrian (* 1954), australischer Schriftsteller
- Hyland, Ann (* 1936), britische Schriftstellerin und Historikerin
- Hyland, Brian (* 1943), US-amerikanischer Pop-Sänger
- Hyland, Diana (1936–1977), US-amerikanische Schauspielerin
- Hyland, Frances (1927–2004), kanadische Schauspielerin
- Hyland, Francis Edward (1901–1968), US-amerikanischer Geistlicher, römisch-katholischer Bischof von Atlanta
- Hyland, Frank H. (1880–1934), US-amerikanischer Politiker
- Hyland, Harry (1889–1969), kanadischer Eishockeyspieler
- Hyland, Lawrence A. (1897–1989), US-amerikanischer Elektroingenieur
- Hyland, Liam (* 1933), irischer Politiker (Fianna Fáil)
- Hyland, M. J. (* 1968), britische Schriftstellerin
- Hyland, Niamh, irische Juristin und Richterin
- Hyland, Sarah (* 1990), US-amerikanische SchauspielerinSarah Hyland (* 1990)

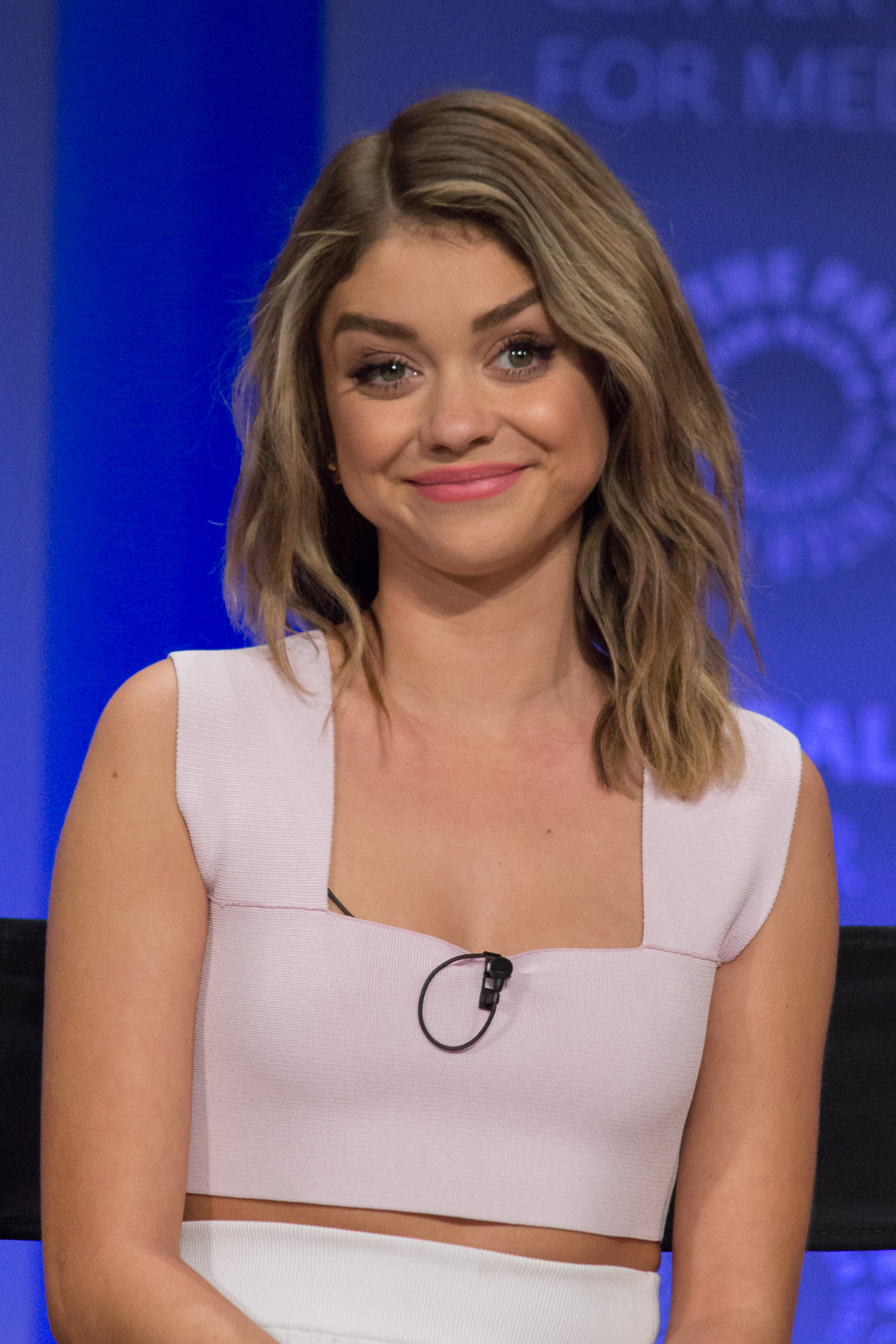
Sarah Hyland (* 1990)

- Hyland, Tom (1952–2024), irischer Menschenrechtsaktivist
- Hylander, Anders (1883–1967), schwedischer Turner
- Hylander, Ivar (1900–1982), schwedischer lutherischer Theologe und Bischof
- Hyldelund, Henrik (* 1985), dänischer Triathlet
- Hyldelund, Susanne Christina (* 1968), dänische Diplomatin
- Hyldgaard, Søren (1962–2018), dänischer Komponist von Film- und Konzertmusik
- Hyldgaard, Susi (1963–2023), dänische Jazzmusikerin
- Hyle, Michael William (1901–1967), US-amerikanischer Geistlicher, römisch-katholischer Bischof von Wilmington
- Hyles, Jack (1926–2001), US-amerikanischer Baptistenprediger, christlicher Fundamentalist
- Hylinger, Claes (* 1943), schwedischer Schriftsteller und Übersetzer
- Hylkema, Bart (* 1989), niederländischer Autorennfahrer
- Hylkema, Thomas (* 1988), niederländischer Rennfahrer
- Hylla, Erich (1887–1976), deutscher Pädagoge
- Hylland, Madeleine (* 2001), norwegische Squashspielerin
- Hyller, Sebastian (1667–1730), Benediktinerpater, 36. Abt der Abtei Weingarten (1697–1730)
- Hylleraas, Egil (1898–1965), norwegischer Physiker
- Hyltén-Cavallius, Gustaf Erik (1815–1888), schwedischer Marineoffizier
- Hyltenstam, Kenneth (* 1945), schwedischer Sprachwissenschaftler
- Hylton Scott, María Isabel (1889–1990), argentinische Zoologin, Malakologin und Hochschullehrerin
- Hylton, Jack (1892–1965), englischer Big-Band Leader und Konzert- und Musicalproduzent
- Hylton, James (1934–2018), US-amerikanischer Autorennfahrer
- Hylton, Jermaine (* 1993), englischer Fußballspieler
- Hylton, Mark (* 1966), englischer Dartspieler
- Hylton, Mark (* 1976), britischer Sprinter
- Hylton, Riker (* 1988), jamaikanischer Leichtathlet
- Hylton, Sam (* 1992), amerikanischer Jazzmusiker (Piano, Komposition)
- Hylton, Shannon (* 1996), britische Sprinterin
- Hylton-Foster, Audrey, Baroness Hylton-Foster (1908–2002), britische Politikerin
- Hylton-Foster, Harry (1905–1965), britischer Politiker (Conservative Party), Mitglied des House of Commons und Sprecher

### Hym
- Hyman, Aaron (1863–1937), Rabbiner und Autor in London
- Hyman, Anthony (* 1962), britischer Zellbiologe
- Hyman, Bernard H. (1895–1942), US-amerikanischer Filmproduzent
- Hyman, Charles Smith (1854–1926), kanadischer Tennisspieler und Politiker, Abgeordneter und Minister
- Hyman, Dick (* 1927), US-amerikanischer Jazz-PianistDick Hyman (* 1927)

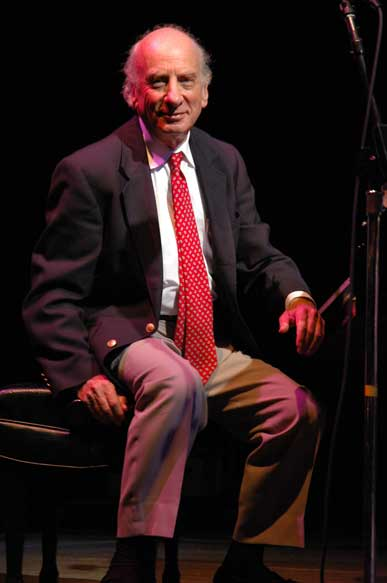
Dick Hyman (* 1927)

- Hyman, Dorothy (* 1941), britische Sprinterin
- Hyman, Earle (1926–2017), US-amerikanischer Schauspieler
- Hyman, Flo (1954–1986), US-amerikanische Volleyballspielerin
- Hyman, Isabel T. (* 1977), australische Malakologin
- Hyman, Jakub (* 1984), tschechischer Rennrodler
- Hyman, John (* 1960), britischer Philosoph und Hochschullehrer
- Hyman, John Adams (1840–1891), US-amerikanischer Politiker
- Hyman, Kemar (* 1989), britischer Sprinter (Cayman Islands)
- Hyman, Libbie Henrietta (1888–1969), US-amerikanische Zoologin
- Hyman, Martin (1933–2021), britischer Langstreckenläufer
- Hyman, Misty (* 1979), US-amerikanische Schwimmerin
- Hyman, Ondřej (* 1986), tschechischer Rennrodler
- Hyman, Phyllis (1949–1995), US-amerikanische R&B- und Jazz-Sängerin
- Hyman, Raoul (* 1996), südafrikanischer Automobilrennfahrer
- Hyman, Ray (* 1928), US-amerikanischer Psychologe
- Hyman, Richard (* 1942), britischer Wirtschaftswissenschaftler
- Hyman, Rob (* 1950), US-amerikanischer MusikerRob Hyman (* 1950)

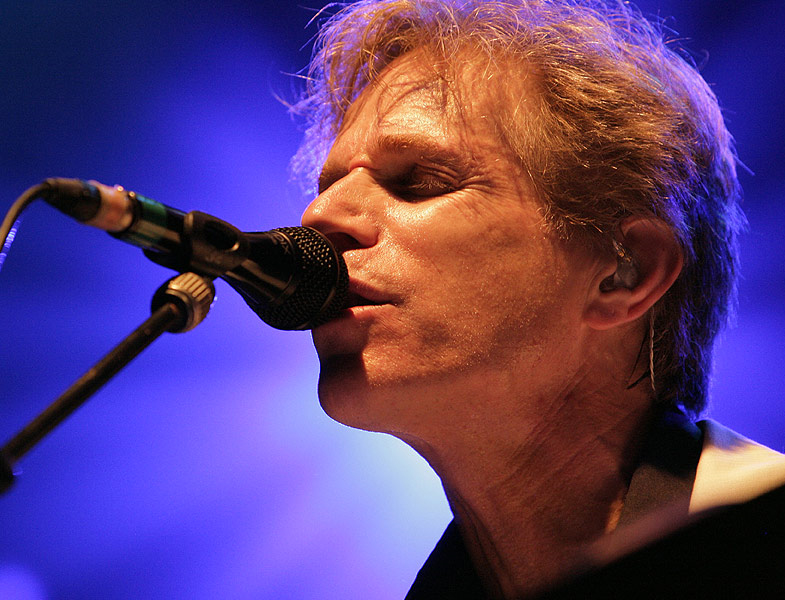
Rob Hyman (* 1950)

- Hyman, Semah Cecil (1899–1981), israelischer Diplomat
- Hyman, Zach (* 1992), kanadischer Eishockeyspieler und Autor
- Hymans, Henri (1836–1912), belgischer Lithograf und Kunsthistoriker
- Hymans, Paul (1865–1941), belgischer Politiker und Außenminister
- Hymas, Tony (* 1943), britischer Musiker und Komponist
- Hymel, Bryan (* 1979), US-amerikanischer Opern- und Konzertsänger in der Stimmlage Tenor
- Hymenaios, Bischof von Jerusalem
- Hymenäus, gnostischer Irrlehrer in den Timotheusbriefen
- Hymer, Erwin (1930–2013), deutscher Unternehmer
- Hymer, Stephen (1934–1974), kanadischer Wirtschaftswissenschaftler
- Hymer, Warren (1906–1948), US-amerikanischer Schauspieler
- Hymes, Dell (1927–2009), US-amerikanischer Linguist und Anthropologe
- Hymmen, Eberhard von († 1854), preußischer Landrat der Rheinprovinz
- Hymmen, Friedrich Wilhelm (1913–1995), deutscher Schriftsteller und Redakteur
- Hymmen, Johann Wilhelm Bernhard von (1725–1787), preußischer Jurist, Autor und Dichter
- Hymmen, Johannes (1878–1951), deutscher evangelischer Geistlicher; geistlicher Vizepräsident des Evangelischen Oberkirchenrats der Kirche der Altpreußischen Union
- Hymmen, Karl von (1824–1897), preußischer Generalleutnant
- Hymmen, Reinhard von (1831–1909), deutscher Verwaltungsjurist und Landrat
- Hymnemodus (* 455), burgundischer Mönch und erster Abt des Klosters Saint-Maurice
- Hymns, Richard (* 1947), US-amerikanischer Tontechniker
- Hymon, Ludwig, deutscher Fußballspieler
- Hympendahl, Beatrice (* 1942), deutsche Modedesignerin
- Hympendahl, Klaus (1939–2016), deutscher Autor, Expeditionsleiter und Weltumsegler

### Hyn
- Hynais, Vojtěch (1854–1925), tschechischer Maler, Dekorateur und Graphiker
- Hynam, Robert (1737–1817), britischer Uhrmacher
- Hynčicová, Petra (* 1994), tschechische Skilangläuferin
- Hynd, John Burns (1902–1971), britischer Politiker (Labour), Mitglied des House of Commons
- Hynd, Roger (1942–2017), schottischer Fußballspieler
- Hynde, Chrissie (* 1951), US-amerikanische SängerinChrissie Hynde (* 1951)

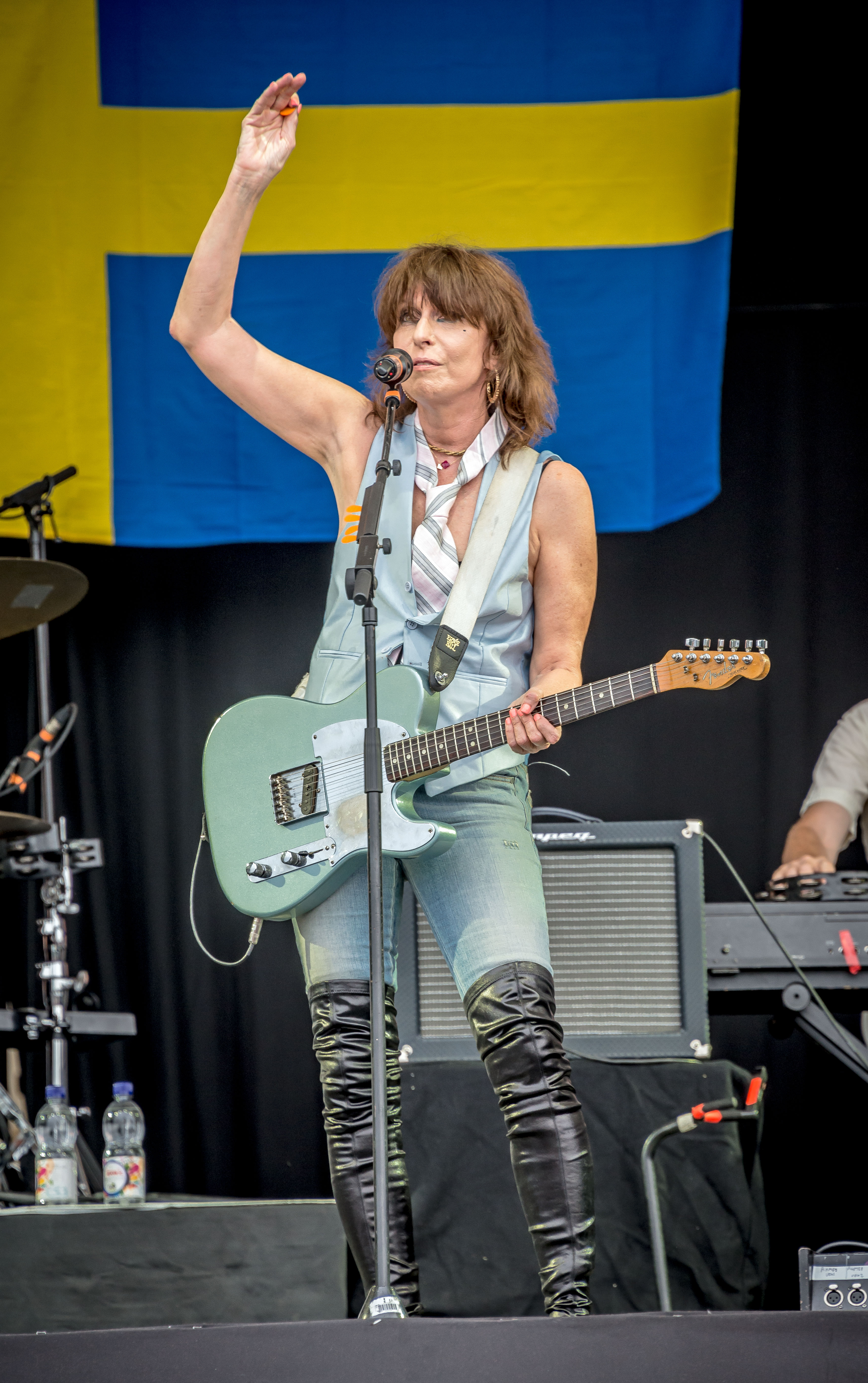
Chrissie Hynde (* 1951)

- Hyndman, Emerson (* 1996), US-amerikanisch-portugiesischer Fußballspieler
- Hyndman, Frederick Walter (1904–1995), kanadischer Manager, Vizegouverneur von Prince Edward Island
- Hyndman, Henry (1842–1921), englischer Schriftsteller und Politiker
- Hyndman, Peter (1942–2006), kanadischer Politiker
- Hyndman, Schellas (* 1951), US-amerikanischer Fußballspieler und -trainer
- Hynek Boček von Podiebrad († 1426), böhmisch-mährischer Adliger und Anhänger der Hussiten, Onkel des böhmischen Königs Georg von Podiebrad
- Hynek Kruschina von Lichtenburg (1392–1454), böhmischer Adeliger, Landeshauptmann von Glatz, Münsterberg und Frankenstein, Hussitenhauptmann
- Hynek Ptáček von Pirkstein (1404–1444), böhmischer Hof- und Münzmeister sowie Verweser der böhmischen Königsstädte
- Hynek, Franciszek (1897–1958), polnischer Ballonfahrer
- Hynek, J. Allen (1910–1986), US-amerikanischer Astronom
- Hynek, Jiří (* 1981), tschechischer Handballspieler
- Hynek, Joel, US-amerikanischer VFX Supervisor
- Hynek, Karel (1925–1953), tschechischer Schriftsteller
- Hynek, Kristián (* 1980), tschechischer Mountainbiker
- Hynek, Pavel (* 1970), tschechischer Eishockeytrainer
- Hynek, Rudolf Maria (1883–1952), tschechischer Arzt und Autor
- Hyneman, Charles S. (1900–1985), US-amerikanischer Politikwissenschaftler und Hochschullehrer
- Hyneman, Herman N. (1849–1907), amerikanischer Maler
- Hyneman, Jamie (* 1956), US-amerikanischer Spezialeffekt-ExperteJamie Hyneman (* 1956)

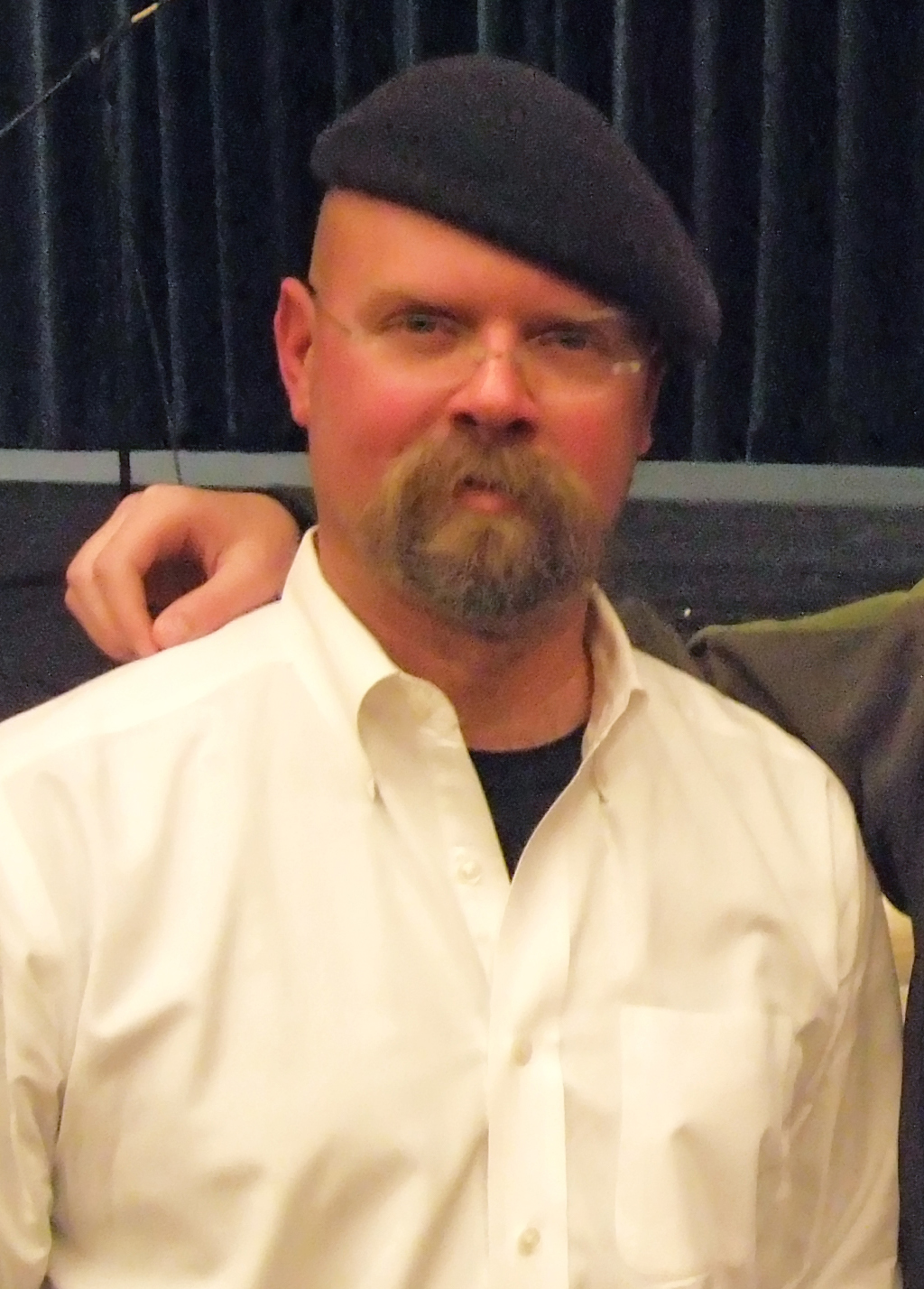
Jamie Hyneman (* 1956)

- Hyneman, John M. (1771–1816), US-amerikanischer Politiker
- Hynes, Devonté (* 1985), US-amerikanischer Sänger, Songschreiber, Komponist, Regisseur, Produzent und Performance-Künstler
- Hynes, Eliza Karley (* 1992), australische Volleyball- und Beachvolleyballspielerin sowie Australian-Football-Spielerin
- Hynes, Fred (1908–1992), US-amerikanischer Toningenieur
- Hynes, Gordon (* 1966), kanadischer Eishockeyspieler
- Hynes, James T. (* 1943), US-amerikanischer Chemiker
- Hynes, Jessica (* 1972), britische Schauspielerin und DrehbuchautorinJessica Hynes (* 1972)

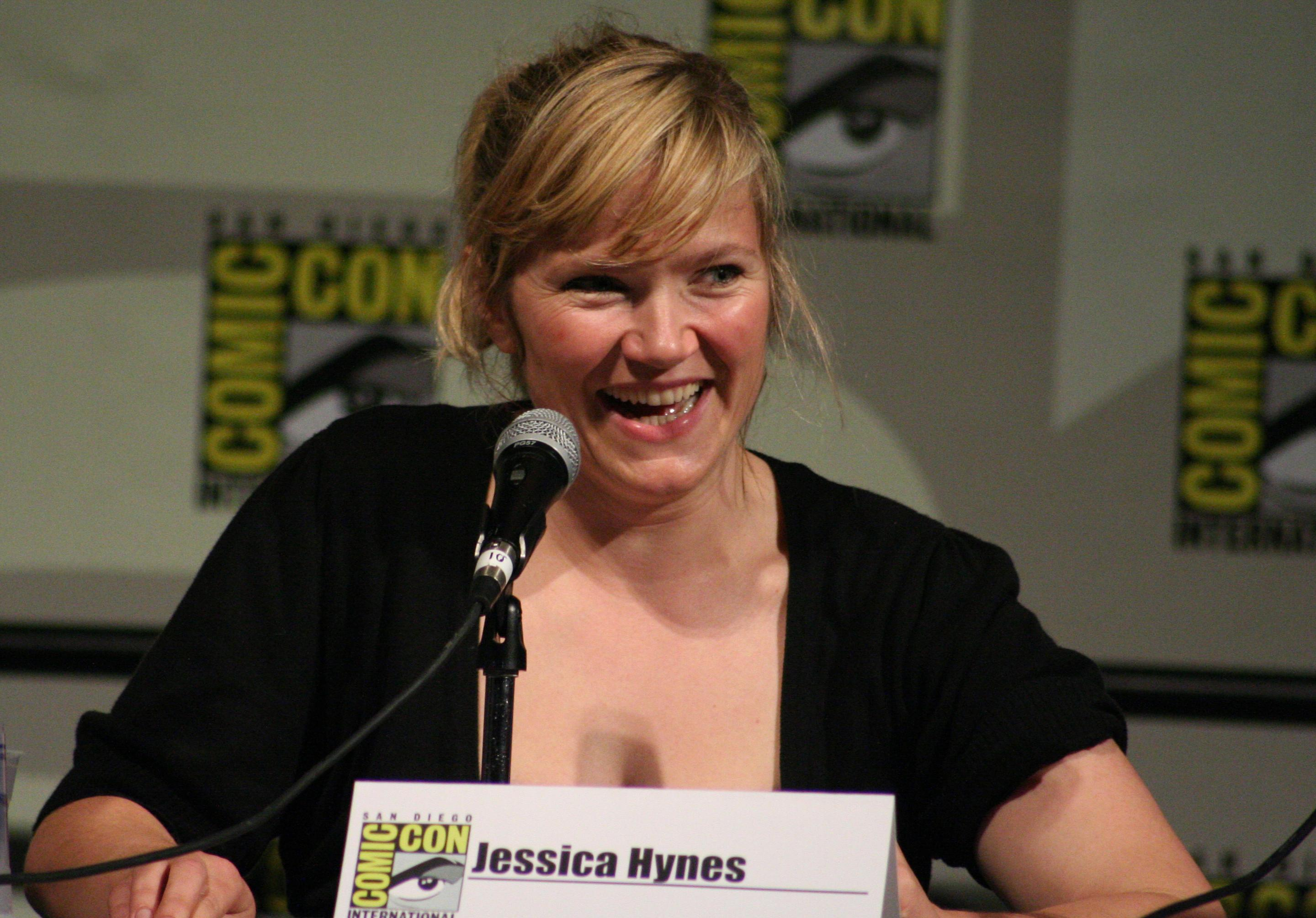
Jessica Hynes (* 1972)

- Hynes, John (* 1975), US-amerikanischer Eishockeyspieler und -trainer
- Hynes, Louis (* 2001), britischer Schauspieler
- Hynes, Mathias (1883–1926), britischer Tauzieher
- Hynes, Richard O. (* 1944), britisch-US-amerikanischer Molekularbiologe
- Hynes, Vicky (* 1981), englische Squashspielerin
- Hynes, Wayne (* 1969), kanadisch-deutscher Eishockeyspieler und -trainer
- Hynes, William Joseph (1843–1915), US-amerikanischer Politiker
- Hynne, Hedda (* 1990), norwegische Leichtathletin
- Hynninen, Jorma (* 1941), finnischer Opernsänger (Bariton)
- Hynninen, Paavo (1883–1960), finnischer Politiker und Diplomat
- Hynninen, Saara (* 1979), finnische Badmintonspielerin
- Hynoski, Henry (* 1988), US-amerikanischer American-Football-Spieler

### Hyo
- Hyōdō, Akihiro (* 1982), japanischer Fußballspieler
- Hyōdō, Shingō (* 1985), japanischer Fußballspieler
- Hyōdō, Tadashi (1899–1980), japanische Pilotin und Luftfahrtpionierin
- Hyojong (1619–1659), 17. König der Joseon-Dynastie in Korea
- Hyojung (* 1994), südkoreanische Sängerin, Entertainerin, Model und MC
- Hyöky, Ritva (1919–1999), finnische Juristin und Politikerin
- Hyomin (* 1989), südkoreanische Sängerin und Schauspielerin

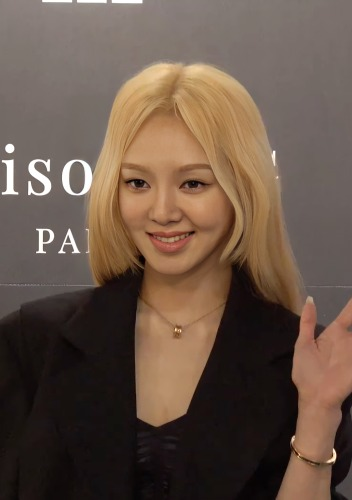
Hyoyeon (* 1989)

- Hyon, Chol-hae (1934–2022), nordkoreanischer Politiker und Vizemarschall
- Hyon, Rio (* 2003), japanischer Fußballspieler
- Hyon, Yong-chol (1949–2015), nordkoreanischer Verteidigungsminister und Vizemarschall
- Hyoran (* 1993), brasilianischer Fußballspieler
- Hyoyeon (* 1989), südkoreanische Sängerin und TänzerinHyoyeon (* 1989)

### Hyp
- Hypatia, griechische spätantike Mathematikerin, Astronomin und Philosophin
- Hypatios († 326), Bischof von Gangra, Heiliger
- Hypatios († 446), Abt und Heiliger
- Hypatios von Ephesos, Bischof der Ostkirche
- Hypatius, spätantiker römischer Beamter; Konsul 359
- Hypatius, Flavius († 532), oströmischer Senator, 532 zum Gegenkaiser ausgerufen
- Hype, James (* 1989), britischer DJ und MusikproduzentJames Hype (* 1989)

James Hype (* 1989)

- Hype, Marc (* 1973), deutscher DJ und Musikproduzent
- Hyperanthes († 480 v. Chr.), Achämenide, Sohn des Großkönigs Dareios I.
- Hyperbolos, griechischer Koroplast
- Hyperbolos († 411 v. Chr.), athenischer Staatsmann und Demagoge
- Hypereides, griechischer Töpfer und Sohn des Androgenes
- Hypereides († 322 v. Chr.), attischer Redner
- Hyperius, Andreas (1511–1564), reformierter Theologe und Reformator
- Hyphen (* 1984), Schweizer Musiker
- Hypius, Ludmilla (1911–2015), deutsche Trompeterin und Musikpädagogin
- Hypodikos, griechischer Dichter
- Hypólito, Daniele (* 1984), brasilianische Turnerin
- Hypólito, Diego (* 1986), brasilianischer Kunstturner
- Hyppolite, Florvil (1828–1896), haitianischer Politiker und Präsident von Haiti
- Hyppolite, Hector (1894–1948), haitianischer bildender Künstler
- Hyppolite, Jean (1907–1968), französischer Philosoph
- Hyppolite, Wilhelm Eduard (1799–1878), deutscher Politiker und Tabakfabrikant
- Hyppönen, Mikko (* 1969), finnischer Computersicherheit-Experte, Redner und Autor
- Hypsikles, griechischer Mathematiker und Astronom
- Hypsis, griechischer Vasenmaler

### Hyr
- Hyrkanos, Mitglied der Tobiadenfamilie
- Hyrkkönen, Kim (* 2000), finnischer Unihockeyspieler
- Hyrtl, Auguste (1818–1901), deutsche Schriftstellerin
- Hyrtl, Joseph (1810–1894), österreichisch-ungarischer AnatomJoseph Hyrtl (1810–1894)

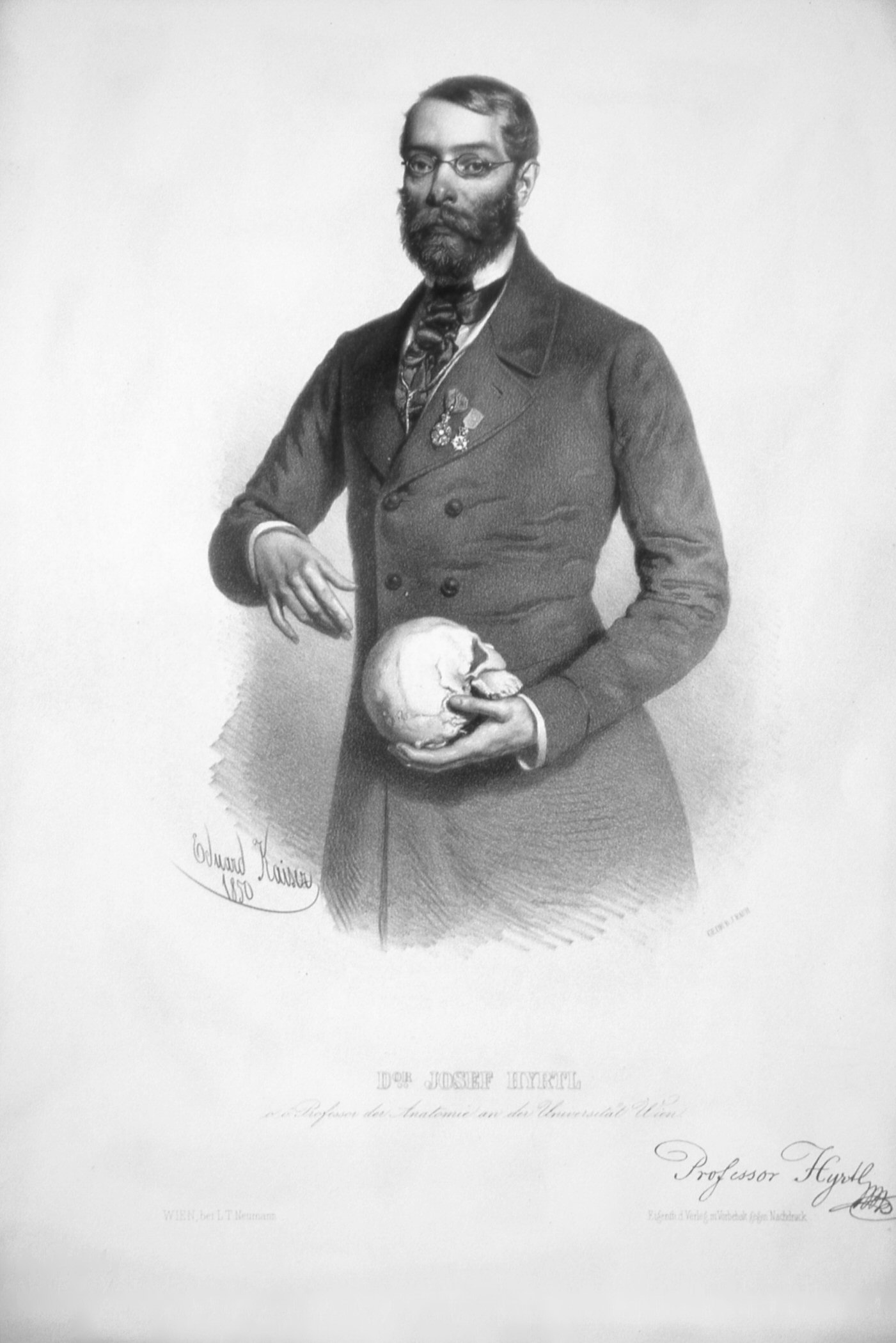
Joseph Hyrtl (1810–1894)

- Hyry, Antti (1931–2016), finnischer Schriftsteller
- Hyryläinen, Luka (* 2004), finnischer Fußballspieler
- Hyrytsch, Wira (1967–2022), ukrainische Journalistin

### Hys
- Hysa, Shefki (* 1957), albanischer Journalist und Schriftsteller
- Hysaj, Elseid (* 1994), albanischer Fußballspieler
- Hýsek, Josef (* 1956), tschechoslowakischer Skispringer
- Hysén, Alexander (* 1987), schwedischer Fußballtorhüter
- Hysén, Antonio (* 1990), schwedischer Fußballspieler
- Hysén, Erik (1906–1988), schwedischer Fußballspieler
- Hysén, Glenn (* 1959), schwedischer Fußballspieler
- Hysén, Tobias (* 1982), schwedischer Fußballspieler
- Hysenbegasi, Martin (* 1992), albanischer Tennisspieler
- Hyseni, Haris (* 1992), deutsch-kosovarischer Fußballspieler
- Hyseni, Olti (* 2007), dänischer Fußballspieler
- Hyseni, Skënder (* 1955), kosovarischer Politiker
- Hyser, Joyce (* 1957), US-amerikanische Schauspielerin
- Hyský, Martin (* 1975), tschechischer Fußballspieler
- Hyslop, Fiona (* 1964), schottische Politikerin
- Hyslop, James (1854–1920), amerikanischer Philosoph, Parapsychologe
- Hyson, Dorothy (1914–1996), US-amerikanische Codebrecherin und Schauspielerin
- Hyson, Winifred (1925–2019), US-amerikanische Komponistin und Musikpädagogin
- Hysong, Nick (* 1971), US-amerikanischer Stabhochspringer und Olympiasieger
- Hyspaosines (209 v. Chr.–124 v. Chr.), Herrscher der Charakene
- Hyss, Lothar (1960–2022), deutscher Historiker
- Hysta (* 1998), französische Hardcore-DJ und -Produzentin
- Hystanes, persischer Satrap von Babylon und der Transeuphratene
- Hystaspes, Achämenide, Sohn des Großkönigs Dareios I., Satrap von Baktrien
- Hystaspes, Achämenide, Sohn des Großkönigs Xerxes I., Satrap von Baktrien
- Hystaspes († 495 v. Chr.), persischer Herrscher
- Hystaspes der Baktrier, Gefolgsmann Alexanders des Großen
- Hysteric, Eric (1956–2016), deutscher Musiker, Produzent und Labelbesitzer

### Hyt
- Hyten, John E., US-amerikanischer General (U.S. Air Force); Oberbefehlshaber des US Strategic Command; Befehlshaber des Air Force Space Command
- Hythe, Hamo, englischer Ordensgeistlicher, Bischof von Rochester
- Hytier, Jean (1899–1983), französischer Romanist und Literaturwissenschaftler
- Hytner, Nicholas (* 1956), englischer Theater- und Filmregisseur
- Hytner, Steve (* 1959), US-amerikanischer Schauspieler
- Hytönen, Erkki (1933–2020), finnischer Eishockeyspieler
- Hytönen, Juha-Pekka (* 1981), finnischer Eishockeyspieler und -trainer
- Hytrek, Theophane (1915–1992), US-amerikanische Komponistin, Kirchenmusikerin und Musikpädagogin
- Hytschun, Jurij (* 1977), ukrainischer Marathonläufer
- Hytten, Olaf (1888–1955), schottischer Theater- und Filmschauspieler
- Hytti, Antti (1952–2021), finnischer Jazzbassist und Komponist
- Hyttinen, Kirsi (* 1986), finnische Volleyball- und Beachvolleyballspielerin

### Hyu
- Hyuk (* 1995), südkoreanischer Sänger und Schauspieler
- Hyun Sook-hee (* 1971), südkoreanische Judoka
- Hyun, Bin (* 1982), südkoreanischer SchauspielerHyun Bin (* 1982)

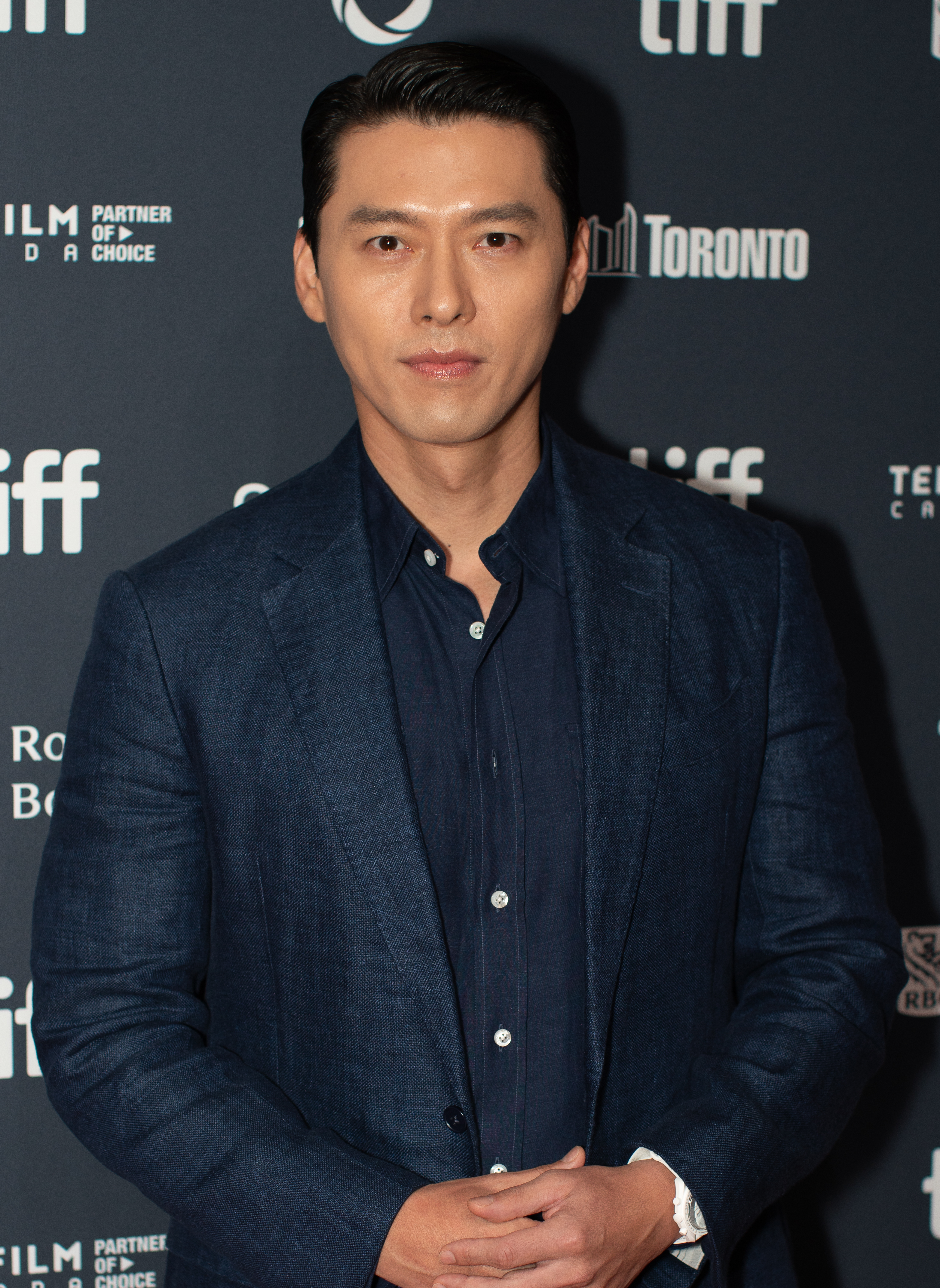
Hyun Bin (* 1982)

- Hyun, Jin-geon (1900–1943), koreanischer Schriftsteller
- Hyun, Jung-hwa (* 1969), südkoreanische Tischtennisspielerin
- Hyun, Ki-young (* 1941), südkoreanischer Schriftsteller
- Hyun, Kil-un (1940–2020), südkoreanischer Schriftsteller und Hochschullehrer
- Hyun, Martin (* 1979), deutscher Eishockeyspieler
- Hyun, Seung-jong (1919–2020), südkoreanischer Politiker
- Hyun, Song Shin (* 1959), südkoreanischer Finanztheoretiker und Wirtschaftswissenschaftler
- Hyun, Young-min (* 1979), südkoreanischer Fußballspieler
- Hyuna (* 1992), südkoreanische Sängerin und RapperinHyuna (* 1992)

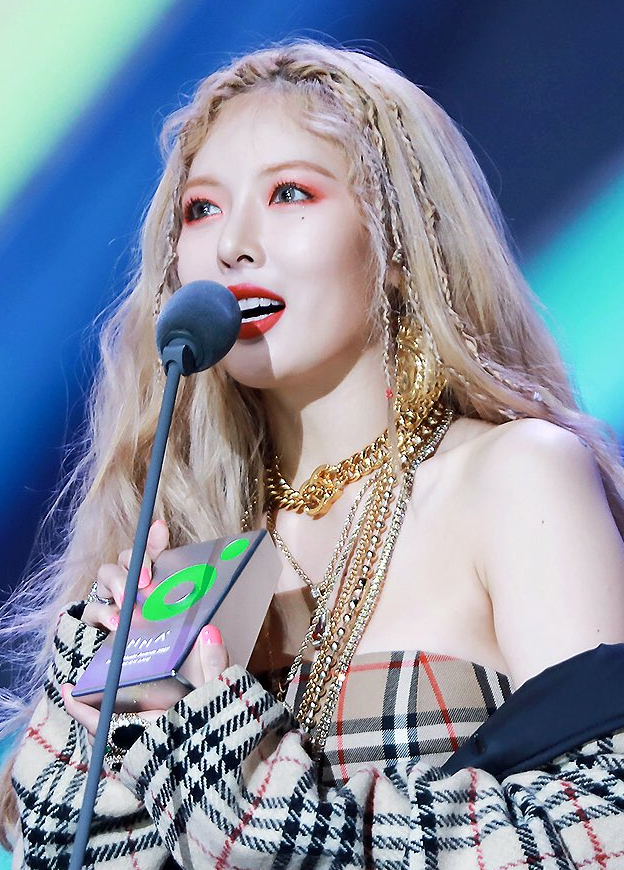
Hyuna (* 1992)

- Hyung, Jae-young (* 1971), südkoreanischer Marathonläufer

### Hyv
- Hyvärinen, Antti (1932–2000), finnischer Skispringer und Schanzenkonstrukteur
- Hyvärinen, Eero (1890–1973), finnischer Gerätturner
- Hyvärinen, Mikko (1889–1973), finnischer Gerätturner
- Hyvärinen, Perttu (* 1991), finnischer Skilangläufer
- Hyvernat, Henri (1858–1941), franko-amerikanischer Koptologe, Semitist und Orientalist
- Hyvernat, Luc (* 1968), französischer Manager
- Hyvernaud, Georges (1902–1983), französischer Schriftsteller
- Hyvönen, Frida (* 1977), schwedische Sängerin und Songwriterin
- Hyvönen, Hannes (* 1975), finnischer Eishockeyspieler, -trainer und -funktionär
- Hyvönen, Heini (* 1994), finnische Fußballschiedsrichterassistentin
- Hyvönen, Seppo, finnischer Skispringer

### Hyw
- Hywel ab Iorwerth, walisischer Lord of Caerleon
- Hywel ab Owain († 1170), walisischer Herrscher von Ceredigion
- Hywel ap Goronwy († 1106), walisischer Häuptling
- Hywel ap Ieuaf († 1185), König von Arwystli (Wales)
- Hywel ap Maredudd, walisischer Lord von Meisgyn

### Hyy
- Hyypiä, Sami (* 1973), finnischer FußballspielerSami Hyypiä (* 1973)

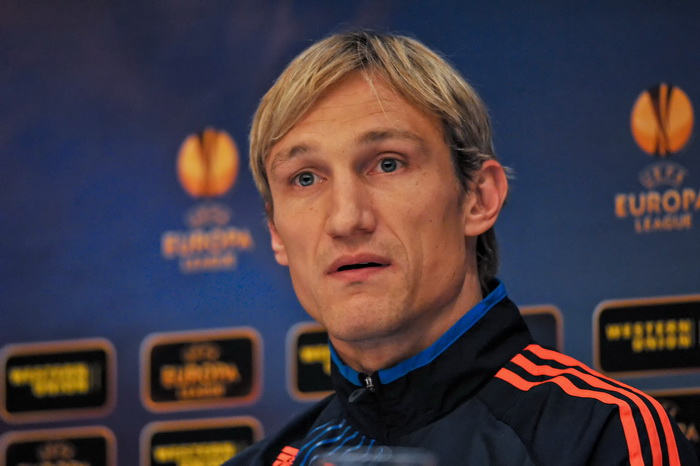
Sami Hyypiä (* 1973)

- Hyyryläinen, Petri (* 1982), finnischer Badmintonspieler
- Hyyrynen, Tuija (* 1988), finnische Fußballspielerin
- Hyytiä, Ensio (1938–2019), finnischer Skispringer
- Hyytiäinen, Eija (* 1961), finnische Skilangläuferin
- Hyytiäinen, Seija, finnische Biathletin
- Hyytiäinen, Toivo (1925–1978), finnischer Speerwerfer

### Hyz
- Hyzler, Albert (1916–1993), maltesischer Präsident
- Hyzler, George (1926–2011), maltesischer Politiker
- Hyzy, Julie (* 1959), US-amerikanische Schriftstellerin